# Ланц, Карл Карлович
Карл Карлович Ланц (1837—1884, Лондон) — русский военный деятель, генерал-майор.

## Биография
Родился 1 ноября 1837 года. Образование получил в Михайловском м артиллерийском училище, откуда в 1857 году был выпущен прапорщиком в полевую пешую артиллерию. Затем поступил в Михайловскую артиллерийскую академию, которую сумел окончить с отличием.
После этого был прикомандирован в качестве секретаря к генералу Тотлебену и помогал ему в работе над трудом об истории Севастопольской обороны.
В 1870 году Карл Карлович Ланц был назначен командиром 2-й батареи Лейб-гвардии Конной артиллерии. В 1875 году в чине полковника получил под своё начало Лейб-гвардии Драгунский полк.
Прослужил на этой должности до января 1878 года, после чего был произведён в генерал-майоры и отправлен в Лондон в качестве военного агента русского посольства.
Скончался в Лондоне в 1884 году в тех же чине и должности. Похоронен в Санкт-Петербурге на Смоленском лютеранском кладбище.